# Sophia Vari
Sophia Vari (Vari, Grecia, 1940 - Montecarlo, Mónaco, 5 de mayo de 2023) fue una artista, pintora, escultora, joyera y collagista griega nacionalizada colombiana.
Vari recibió numerosos premios y honores, y su trabajo ha sido exhibido en galerías y museos de todo el mundo.

## Biografía
Hija de la bailarina Ileana Frankopoulos y del escultor Petros Canellopoulos, nació en 1940 en Vari, Grecia. Desde los 17 años de edad se interesó por el arte, comenzando con la pintura clásica.
A los tres meses de vida, en 1940, fue llevada a Suiza junto a su familia en un intento por alejarse de la guerra. Pasó sus primeros años en el exterior para volver a Grecia a los nueve años y sin ningún conocimiento del idioma griego. Sus padres se separaron y su abuela materna fue quien la crio durante esos años de adolescencia y terminaron disfrutando de los mismos gustos por las artes y la cultura. Según Sophia su abuela era una mujer muy especial, entusiasta de la música y las artes, que le inculcó todo su amor por la cultura. También la consideraba muy estricta; para ella el estudio y la disciplina eran lo primero, pero sabía ser afectuosa.
Su educación empezó en la escuela privada Philston en Atenas y posteriormente, en 1957, fue a estudiar inglés al Reino Unido. Su padre sostenía reuniones con personas influyentes del mundo de la política y la cultura, debido a lo cual Sophia Vari conoció a Winston Churchill y la diva de la ópera María Callas, cuyo incentivo fue decisivo para que la joven se dedicara a las artes, según el libro de Justin Spring sobre ella.
De joven quiso escribir, aprender ballet o piano pero no resultó, lo que le salía bien según ella era dibujar, por consiguiente volcó su interés en la pintura. Durante los primeros años en los que se dedicó a la pintura no tuvo mucho éxito y en 2011 aseguró sentirse feliz porque consideraba que había encontrado su camino. Después de haber creado esculturas de bronce y mármol durante 15 años, regresó al color en la década de los 90. La obra de Vari fue expuesta en Colombia, Estados Unidos, Mónaco, Francia, Suiza, España, Grecia e Italia. Acompañó a su esposo en todos sus viajes.
Estudió en la Academia de Bellas Artes de Florencia y en la Escuela de Bellas Artes de París en los cincuenta. 
Era políglota. Hablaba con total fluidez francés, italiano, griego, inglés y español; con Botero hablaban en francés y español.
Expresó que uno de sus lugares favoritos en el mundo es Colombia. “Me gusta todo lo colombiano”, aseguró años atrás. “La comida, el aguardiente, los paisajes, la montaña, hasta lo caótico que es Colombia”. Dijo que se sentía tan colombiana que en dos ocasiones llegó a Bogotá sin tener en cuenta que, como ciudadana griega, debía sacar una visa para ingresar al país, por lo que fue necesario recurrir a las influencias del pintor para que fuese posible su ingreso.

## Obra artística
Dentro de su variada obra artística, realizó diseños de joyería en materiales preciosos y semipreciosos. Investigó las diferentes posibilidades de expresión de la escultura contemporánea siguiendo algunas reglas clásicas renacentistas.
Tuvo más de 100 exposiciones individuales y más de 200 exposiciones colectivas. Sus obras se caracterizaban por estar compuestas por particulares figuras geométricas, mucho colorido y forma.
Del 15 de junio de 2012 al 12 de agosto de 2012 realizó una exposición de obras en papel en la NH Galería de Cartagena de Indias, Colombia.
Del 15 de marzo al 15 de mayo de 2013 realizó una exhibición, compuesta por selectas acuarelas y esculturas en bronce en la NH Galería de Cartagena de Indias.

## Vida personal
Conoció a Fernando Botero durante una cena en París, en casa de la marquesa de Crussol. Ambos estaban casados. Él, por segunda vez con Cecilia Zambrano y ella con Jean Bouboulis, un hombre de negocios griego. Ella contó que aunque su matrimonio era fatal y de conveniencia, nunca pensó sostener una relación fuera de él. Ya divorciados se casaron en 1979. Desde entonces la vida de ambos se repartió entre Francia, Italia, Colombia, Mónaco y Estados Unidos. Poseían residencias en París, Pietrasanta (Italia), Nueva York, Montecarlo y Rionegro (Colombia).

## Fallecimiento
Sophia Vari falleció el 5 de mayo de 2023 a los 83 años, por complicaciones asociadas al cáncer en Mónaco. Su esposo, Fernando Botero, fallecería solo cuatro meses después, producto de una neumonía.

## Galardones
Obtuvo el Premio de la Bienal de Escultura Fujisamakei del Museo al Aire Libre de Utsukushi en Japón en 1994, y la Orden Pedro Romero, además de las Llaves de la Ciudad de Cartagena en 2011.

## Galería

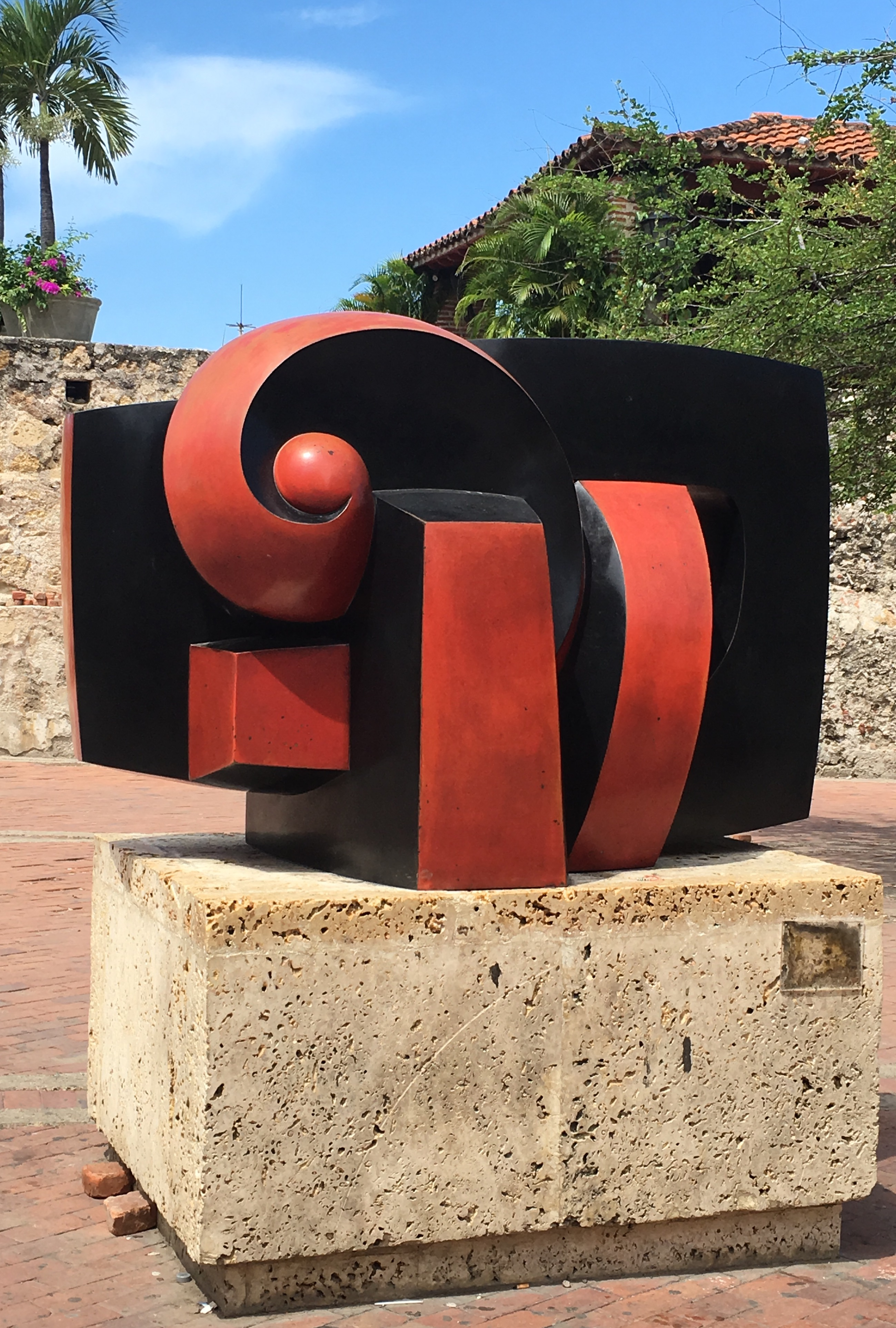
El diminuto en 1997.
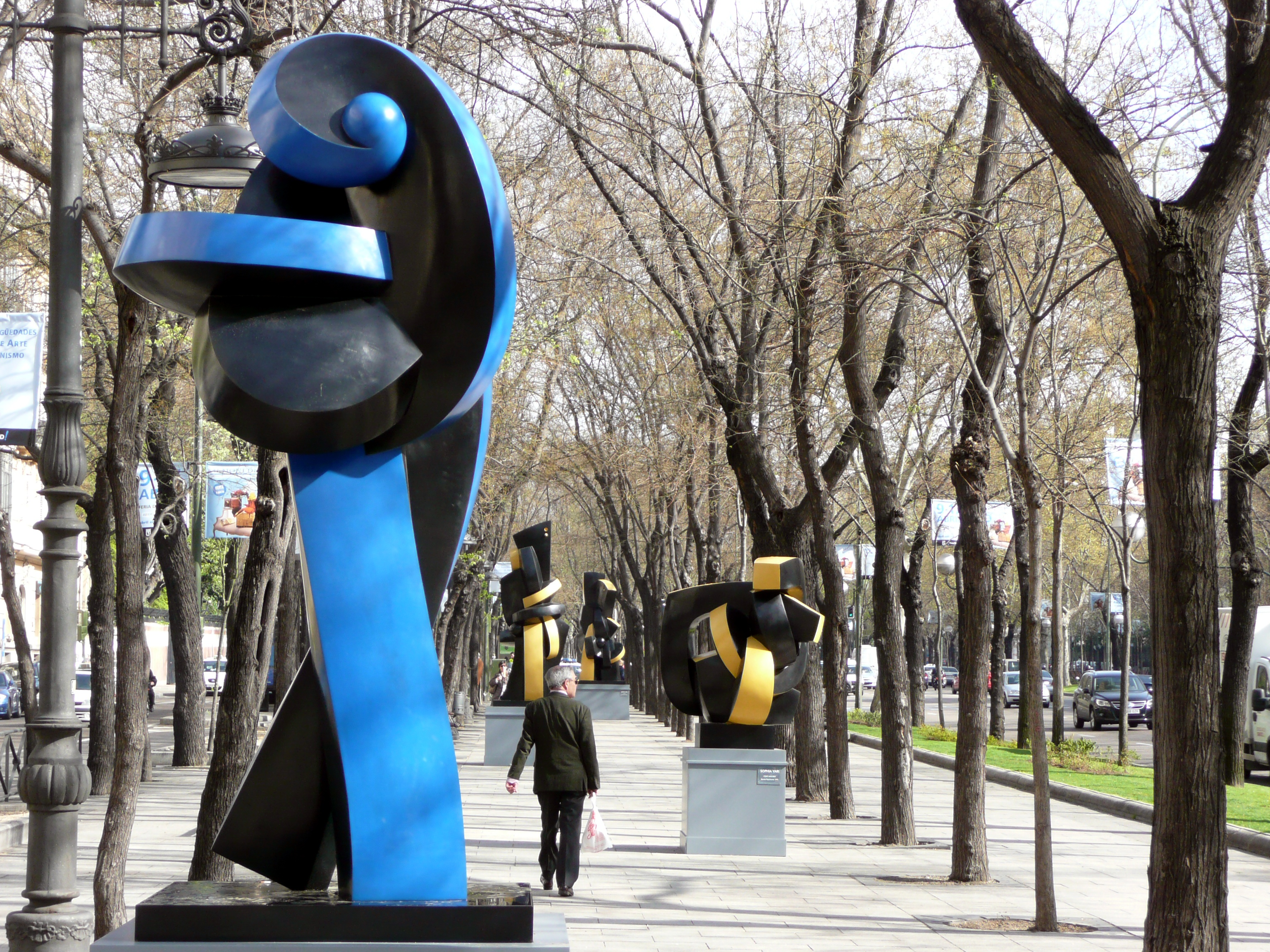
Paseo de Recoletos en 2011.
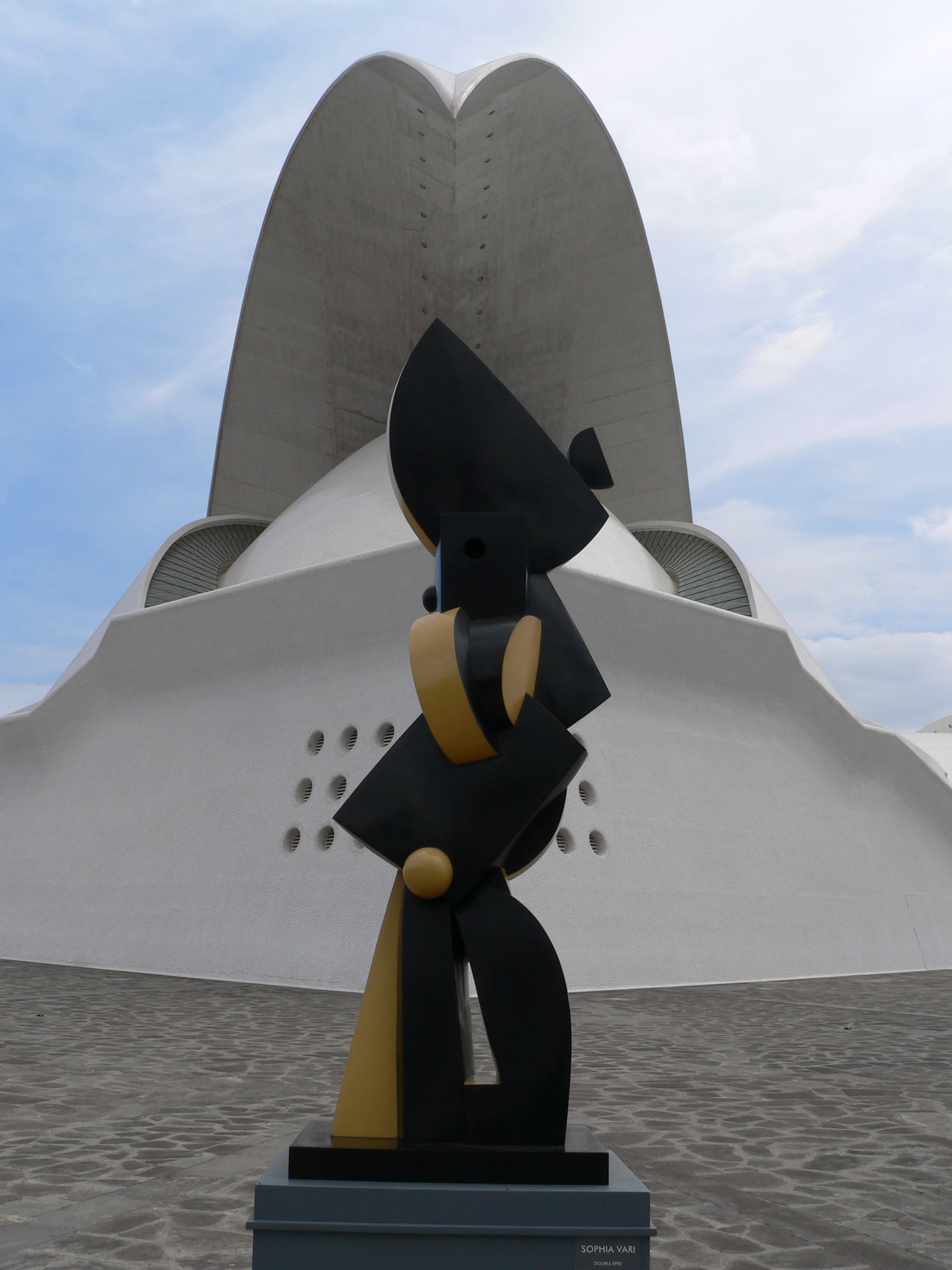
Santa Cruz en 2007.